# Michał Cholewa (dyplomata)
Michał Cholewa (ur. 1986 w Chorzowie) – polski dyplomata, ambasador RP w Kuwejcie (od 2025).

## Życiorys
Michał Cholewa ukończył na Uniwersytecie Jagiellońskim z wyróżnieniem stosunki międzynarodowe (specjalizacja: amerykanistyka), gdzie rozpoczął następnie studia doktoranckie. Kształcił się w zakresie nauk politycznych także na Université Paris-VIII-Vincennes-Saint-Denis (2008/09) oraz Uniwersytecie Harvarda (2019).
Został zatrudniony w Ministerstwie Spraw Zagranicznych w ramach aplikacji dyplomatyczno-konsularnej, pracując między innymi w Departamencie Polityki Zewnętrznej Unii Europejskiej oraz jako naczelnik wydziału w Departamencie Strategii Polityki Zagranicznej oraz Departamencie Afryki i Bliskiego Wschodu. Przebywał w Ambasadach RP w Tel Awiwie (do 2018) i Paryżu. W listopadzie 2024 objął kierownictwo ambasady RP w Kuwejcie jako chargé d’affaires. W kwietniu 2025 został mianowany ambasadorem w Kuwejcie.
Żonaty z Agatą. Ojciec dwóch synów.
Jako reprezentant MSZ w piłce nożnej zdobył złoty i srebrny medal turniejów dyplomatycznych o Puchar Środkowoeuropejski oraz Puchar Bałtycki.